# Liste der Kulturdenkmale in Erxleben (Landkreis Börde)

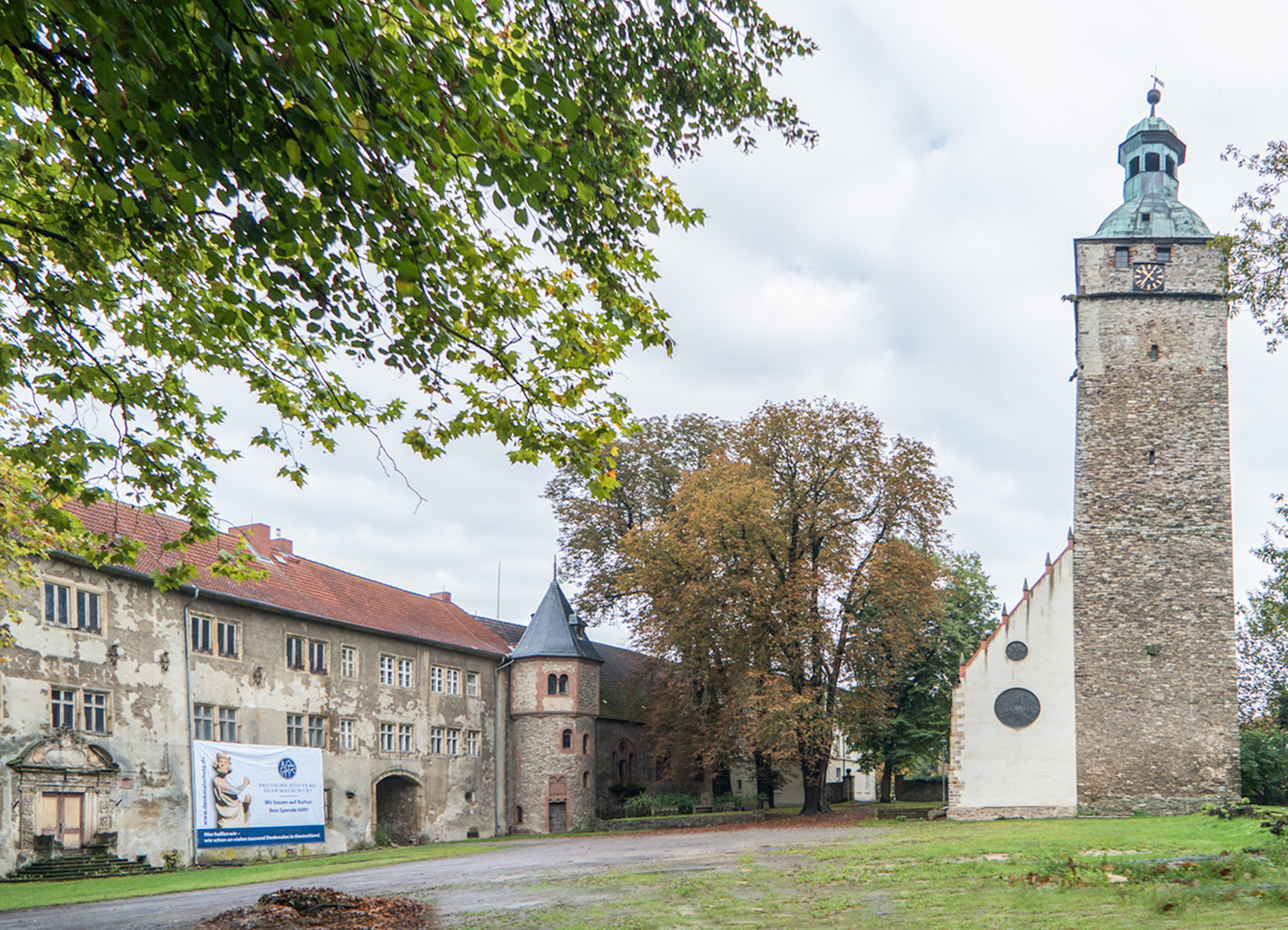
Schloss Erxleben

In der Liste der Kulturdenkmale in Erxleben sind alle Kulturdenkmale der Gemeinde Erxleben (Landkreis Börde) und ihrer Ortsteile aufgelistet. Grundlage ist das Denkmalverzeichnis des Landes Sachsen-Anhalt, das auf Basis des Denkmalschutzgesetzes des Landes Sachsen-Anhalt vom 21. Oktober 1991 durch das Landesamt für Denkmalpflege und Archäologie Sachsen-Anhalt erstellt und seither laufend ergänzt wurde (Stand: 31. Dezember 2024).

## Kulturdenkmale nach Ortsteilen

### Erxleben
| Lage | Bezeichnung        | Beschreibung                                    | Erfassungs- nummer | Ausweisungsart               | Bild           |
| --- | ------------------ | ----------------------------------------------- | ------------------ | ---------------------------- | -------------- |
| an der alten Poststraße nach Magdeburg (heutige B1), ca. 500 m östlich der Ortslage am nördlichen Straßenrand (Karte)  | Distanzstein       |                                                 | 094 30500          | Kleindenkmal                 | Distanzstein   |
| Am Burggraben (Karte)                                                                                                  | Christuskirche     | Kirche Christuskirche, ehem. St. Godehard       | 094 84558          | Baudenkmal                   | Christuskirche |
| Am Burggraben, vom Kirchhof der Gemeindekirche östlich vor die Schlosskirche in den ehemaligen Graben versetzt (Karte) | Kriegerdenkmal     | Kriegerdenkmal                                  | 094 84558 002      | Teilobjekt eines Baudenkmals | BW             |
| Am Burggraben 4 (Karte)                                                                                                | Pfarrhaus          | Pfarrhaus                                       | 094 84557          | Baudenkmal                   | BW             |
| Am Burggraben 1, 2, 3, 3a, Breite Straße 2, 7 (Karte)                                                                  | Schloss Erxleben   | Schloss Schloss Erxleben I, Schloss Erxleben II | 094 84560          | Baudenkmal                   | Weitere Bilder |
| Am Burggraben, Im Komplex der beiden Schlösser Erxleben I und II (Karte)                                               | Kirche             | Kirche                                          | 094 84560 001      | Teilobjekt eines Baudenkmals | BW             |
| Breite Straße | Speicher           | Speicher                                        | 094 84560 105      | Teilobjekt eines Baudenkmals |                |
| Am Burggraben, im Schlosskomplex Erxleben (Karte)                                                                      | Bibliothek         | Bibliothek                                      | 094 84560 201      | Teilobjekt eines Baudenkmals | BW             |
| Am Burggraben 1 (Karte)                                                                                                | Schloss            | Schloss                                         | 094 84560 202      | Teilobjekt eines Baudenkmals | BW             |
| Am Burggraben (Karte)                                                                                                  | Wirtschaftsgebäude | Wirtschaftsgebäude                              | 094 84560 211      | Teilobjekt eines Baudenkmals | BW             |
| Am Burggraben (Karte)                                                                                                  | Brücke             | Brücke                                          | 094 84560 212      | Teilobjekt eines Baudenkmals | BW             |
| Parkstraße 1 (Karte)                                                                                                   | Gartenhaus         | Gartenhaus                                      | 094 84560 221      | Teilobjekt eines Baudenkmals | BW             |
| Am Burggraben 4, 5 (Karte)                                                                                             | Häusergruppe       | Häusergruppe                                    | 094 84559          | Denkmalbereich               | BW             |
| Am Burggraben, Breite Straße (Karte)                                                                                   | Kriegerdenkmal     |                                                 | 094 84566          | Kleindenkmal                 | BW             |
| Am Burggraben, Stendaler Straße (Karte)                                                                                | Amtsgebäude        | Wirtschaftsgebäude 2020 als Denkmal eingetragen | 094 84560          | Baudenkmal                   | BW             |
| Am Markt 1, 1a (Karte)                                                                                                 | Gasthaus           | „Zur goldenen Krone“                            | 094 84561          | Baudenkmal                   | Gasthaus       |
| Amthof 2 (Karte) | Einfriedung        |                                                 | 094 84556          | Baudenkmal                   | BW             |
| Bauernstraße 8 (Karte)                                                                                                 | Bauernhof          |                                                 | 094 84562          | Baudenkmal                   | BW             |
| Bauernstraße 11 (Karte)                                                                                                | Wohnhaus           |                                                 | 094 84563          | Baudenkmal                   | BW             |
| Bauernstraße 13 (Karte)                                                                                                | Toranlage          |                                                 | 094 84564          | Baudenkmal                   | BW             |
| Bauernstraße 27 (Karte)                                                                                                | Bauernhof          |                                                 | 094 84565          | Baudenkmal                   | BW             |
| Breite Straße 11 (Karte)                                                                                               | Wohnhaus           |                                                 | 094 84567          | Baudenkmal                   | BW             |
| Breite Straße 22, 23, 25, 27, 30, 31, 32, 33, 34 (Karte)                                                               | Straßenzeile       |                                                 | 094 84568          | Baudenkmal                   | BW             |
| Magdeburger Straße 16 (Karte)                                                                                          | Wohnhaus           |                                                 | 094 84569          | Baudenkmal                   | BW             |
| Parkstraße 1 (Karte)                                                                                                   | Gartenhaus         | Gartenhaus, 2017 als Denkmal ausgewiesen        | 09484560221        | Baudenkmal                   | BW             |
| Triftweg 2 (Karte) | Bauernhof          |                                                 | 094 84570          | Baudenkmal                   | BW             |

### Bregenstedt
| Lage                                                                     | Bezeichnung  | Beschreibung | Erfassungs- nummer | Ausweisungsart | Bild       |
| ------------------------------------------------------------------------ | ------------ | ------------ | ------------------ | -------------- | ---------- |
| Altenhäuser Straße 2 (Karte)                                             | Bauernhof    |              | 094 84931          | Baudenkmal     | BW         |
| Breite Straße 16, 18, 19, 20, 21, 22, 23, 27, 29, Gartenstraße 2 (Karte) | Straßenzug   |              | 094 84932          | Denkmalbereich | BW         |
| Breite Straße 24, Erxlebener Straße 2, 4 (Karte)                         | Häusergruppe |              | 094 84933          | Denkmalbereich | BW         |
| Faule Straße 3, 3a, 5, 6, 8, 10, 14, 16, 18 (Karte)                      | Straßenzug   |              | 094 84934          | Denkmalbereich | BW         |
| Im Winkel 1 (Karte)                                                      | Kirche       |              | 094 84937          | Baudenkmal     | Kirche     |
| Im Winkel 1, 2, 4, 6, 10 (Karte)                                         | Straßenzeile |              | 094 84935          | Denkmalbereich | BW         |
| Im Winkel 3, 5, Ölberg 4, 7, 11, 13 (Karte)                              | Straßenzug   | Straßenzug   | 094 84938          | Denkmalbereich | Straßenzug |
| Im Winkel 4, 10 (Karte)                                                  | Pfarrhof     |              | 094 84936          | Baudenkmal     | Pfarrhof   |

### Groppendorf
| Lage                      | Bezeichnung | Beschreibung          | Erfassungs- nummer | Ausweisungsart | Bild           |
| ------------------------- | ----------- | --------------------- | ------------------ | -------------- | -------------- |
| Dorfstraße 7 (Karte)      | Bauernhof   |                       | 094 30476          | Baudenkmal     | BW             |
| Dorfstraße 12 (Karte)     | Kirche      | St. Marien            | 094 84625          | Baudenkmal     | Weitere Bilder |
| Dorfstraße 13, 15 (Karte) | Rittergut   | Veltheimscher Gutshof | 094 30477          | Baudenkmal     | BW             |

### Groß Bartensleben
| Lage | Bezeichnung          | Beschreibung                                                                  | Erfassungs- nummer | Ausweisungsart               | Bild             |
| --- | -------------------- | ----------------------------------------------------------------------------- | ------------------ | ---------------------------- | ---------------- |
| Alleringersleber Straße 7, Dorfstraße 13 (Karte)                                                         | Schloss Bartensleben | Schloss                                                                       | 094 84152          | Baudenkmal                   | Weitere Bilder   |
| Alleringersleber Straße 7, Dorfstraße 13 (Karte)                                                         | Park                 | Park                                                                          | 094 84152 001      | Teilobjekt eines Baudenkmals | BW               |
| Alleringersleber Straße 1, 3, 5, Auf dem Gutshof 1, 2, 3, 4, 6, 8, 10, 12, 14, 16, Dorfstraße 11 (Karte) | Rittergut            | Gutshof mit einer im Wesentlichen aus dem 19, Jahrhundert stammenden Bebauung | 094 84153          | Denkmalbereich               | Rittergut        |
| Dorfstraße (Karte)                                                                                       | Gutskirche           | auf die Romanik zurückgehende evangelische Kirche                             | 094 84155          | Baudenkmal                   | Weitere Bilder   |
| Dorfstraße 7 (Karte)                                                                                     | Pfarrhaus            | barockes zweigeschossiges Pfarrhaus von 1759/60, errichtet aus Bruchsteinen   | 094 84154          | Baudenkmal                   | Pfarrhaus        |
| Dorfstraße 9 (Karte)                                                                                     | Kantorat             | Kantorat als eingeschossiges Fachwerkhaus von 1807                            | 094 84156          | Baudenkmal                   | Kantorat         |
| Dorfstraße 11 (Karte)                                                                                    | Nachtwächterhaus     | eingeschossiges Wohnhaus aus Bruchsteinen                                     | 094 84157          | Baudenkmal                   | Nachtwächterhaus |
| Dorfstraße 30 (Karte)                                                                                    | Bauernhof            | Bauernhof im Erscheinungsbild des 19. Jahrhunderts                            | 094 84158          | Baudenkmal                   | Bauernhof        |
| Dorfstraße 32, 34 an der Aller (Karte)                                                                   | Wassermühle          | Wassermühle                                                                   | 094 84159          | Baudenkmal                   | Weitere Bilder   |

### Hakenstedt
| Lage                                       | Bezeichnung             | Beschreibung                                                   | Erfassungs- nummer | Ausweisungsart               | Bild           |
| ------------------------------------------ | ----------------------- | -------------------------------------------------------------- | ------------------ | ---------------------------- | -------------- |
| Alte Dorfstraße 2 (Karte)                  | Schäferhaus             |                                                                | 094 84615          | Baudenkmal                   | BW             |
| Alte Dorfstraße 7a, 7b, 7c, 9a, 9b (Karte) | Bauernhof               |                                                                | 094 84616          | Baudenkmal                   | BW             |
| Hauptstraße 1 (Karte)                      | Bauernhaus              |                                                                | 094 84618          | Baudenkmal                   | BW             |
| Hauptstraße 3 (Karte)                      | Bauernhaus              |                                                                | 094 84619          | Baudenkmal                   | BW             |
| Hauptstraße 1, 3, 5a, 5b (Karte)           | Straßenzeile            |                                                                | 094 84617          | Denkmalbereich               | BW             |
| Nachthaube am nördlichen Ortsrand (Karte)  | Pferdeschwemme          |                                                                | 094 84614          | Baudenkmal                   | BW             |
| Nachthaube 6 (Karte)                       | Bauernhaus              |                                                                | 094 84621          | Baudenkmal                   | BW             |
| Nachthaube 1, 3, 5 (Karte)                 | Stiftungsgut Hakenstedt | Domäne                                                         | 094 84620          | Baudenkmal                   | BW             |
| Twedge (Karte)                             | Park                    | Park der Stiftsdomäne Hakenstedt, 2017 als Denkmal ausgewiesen | 094 84620 100      | Teilobjekt eines Baudenkmals | BW             |
| Witwengang 2 (Karte)                       | Sankt-Marien-Kirche     | Kirche Evangelische St.-Marien-Kirche                          | 094 84622          | Baudenkmal                   | Weitere Bilder |
| Witwengang 11 (Karte)                      | Pfarrhof                |                                                                | 094 84624          | Baudenkmal                   | Pfarrhof       |
| Witwengang 5, 7 (Karte)                    | Bauernhof               |                                                                | 094 84623          | Baudenkmal                   | Bauernhof      |

### Klein Bartensleben
| Lage                                           | Bezeichnung  | Beschreibung         | Erfassungs- nummer | Ausweisungsart | Bild           |
| ---------------------------------------------- | ------------ | -------------------- | ------------------ | -------------- | -------------- |
| Alleringersleber Weg 6 (Karte)                 | Toranlage    |                      | 094 84891          | Baudenkmal     | BW             |
| Alleringersleber Weg 8, Lindengasse 16 (Karte) | Häusergruppe |                      | 094 84892          | Denkmalbereich | BW             |
| Alleringersleber Weg, Hauptstraße (Karte)      | Kirche       | Evangelische Kirche. | 094 84890          | Baudenkmal     | Weitere Bilder |
| Lindengasse 17 (Karte)                         | Bauernhof    |                      | 094 84894          | Baudenkmal     | BW             |
| Mittelstraße 4, 9 (Karte)                      | Häusergruppe |                      | 094 84895          | Denkmalbereich | BW             |

### Uhrsleben
| Lage                                                   | Bezeichnung             | Beschreibung | Erfassungs- nummer | Ausweisungsart | Bild                    |
| ------------------------------------------------------ | ----------------------- | ------------ | ------------------ | -------------- | ----------------------- |
| am Friedhof an der Straße Uhrsleben – Bebertal (Karte) | Mordstein von Uhrsleben | Gedenkstein  | 094 30499          | Kleindenkmal   | Mordstein von Uhrsleben |
| Haldensleber Straße 1, 3, Kirchstraße 4 (Karte)        | Häusergruppe            |              | 094 84626          | Denkmalbereich | BW                      |
| Haldensleber Straße 14 (Karte)                         | Bauernhof               |              | 094 84627          | Baudenkmal     | BW                      |
| Haldensleber Straße 16 (Karte)                         | Wohnhaus                |              | 094 84628          | Baudenkmal     | BW                      |
| Haldensleber Straße 17 (Karte)                         | Inschriftstein          |              | 094 84629          | Kleindenkmal   | BW                      |
| Haldensleber Straße 26 (Karte)                         | Bauernhof               |              | 094 84630          | Baudenkmal     | BW                      |
| Haldensleber Straße 27 (Karte)                         | Bauernhaus              |              | 094 84631          | Baudenkmal     | BW                      |
| Haldensleber Straße 39 (Karte)                         | Bockwindmühle Uhrsleben | Mühle        | 094 84632          | Baudenkmal     | Weitere Bilder          |
| Kirchstraße (Karte)                                    | Sankt-Petri-Kirche      | St. Petri    | 094 84633          | Baudenkmal     | Weitere Bilder          |
| Kirchstraße 4 (Karte)                                  | Pfarrhaus               |              | 094 84634          | Baudenkmal     | BW                      |
| Kirchstraße 9 (Karte)                                  | Wohnhaus                |              | 094 84635          | Baudenkmal     | BW                      |

## Ehemalige Denkmale
Die nachfolgenden Objekte waren ursprünglich ebenfalls denkmalgeschützt oder wurden in der Literatur als Kulturdenkmale geführt. Die Denkmale bestehen heute jedoch nicht mehr, ihre Unterschutzstellung wurde aufgehoben oder sie werden nicht mehr als Denkmale betrachtet.

### Klein Bartensleben
| Lage                   | Bezeichnung | Beschreibung                                         | Erfassungs- nummer | Ausweisungsart | Bild |
| ---------------------- | ----------- | ---------------------------------------------------- | ------------------ | -------------- | ---- |
| Hauptstraße 20 (Karte) | Wohnhaus    | Wohnhaus 2024 aus dem Denkmalverzeichnis gestrichen. | 094 84893          | Baudenkmal     | BW   |

## Legende
In den Spalten befinden sich folgende Informationen:
- Lage: Nennt den Straßennamen und wenn vorhanden die Hausnummer des Kulturdenkmals. Die Grundsortierung der Liste erfolgt nach dieser Adresse. Der Link „Karte“ führt zu verschiedenen Kartendarstellungen und nennt die geographischen Koordinaten.
Link zu einem Kartenansichtstool, um Koordinaten zu setzen. In der Kartenansicht sind Baudenkmale ohne Koordinaten mit einem roten bzw. orangen Marker dargestellt und können in der Karte gesetzt werden. Baudenkmale ohne Bild sind mit einem blauen bzw. roten Marker gekennzeichnet, Baudenkmale mit Bild mit einem grünen bzw. orangen Marker.
- Offizielle Bezeichnung: Nennt den Namen, die Bezeichnung oder zumindest die Art des Kulturdenkmals und verlinkt, soweit vorhanden, auf den Artikel zum Objekt.
- Beschreibung: Nennt bauliche und geschichtliche Einzelheiten des Kulturdenkmals, vorzugsweise die Denkmaleigenschaften.
- Erfassungsnummer: Für jedes Kulturdenkmal wird in Sachsen-Anhalt eine 20stellige Erfassungsnummer vergeben. Die letzten zwölf Ziffern werden für die Untergliederung nach Teilobjekten genutzt und werden nur angegeben, soweit vergeben. In dieser Spalte kann sich folgendes Icon  befinden, dies führt zu Angaben zu diesem Baudenkmal bei Wikidata.
- Ausweisungsart: Die Einordnung des Denkmales nach § 2 Abs. 2 DenkmSchG LSA
- Bild: Ein Bild des Denkmales, und gegebenenfalls einen Link zu weiteren Fotos des Kulturdenkmals im Medienarchiv Wikimedia Commons. Wenn man auf das Kamerasymbol klickt, können Fotos zu Kulturdenkmalen aus dieser Liste hochgeladen werden: